# بيل سوتون (رسام)
بيل سوتون (بالإنجليزية: Bill Sutton)‏ هو رسام نيوزيلندي، ولد في 1 مارس 1917 في كرايستشرش في نيوزيلندا، وتوفي في 23 يناير 2000.